# أندرو هاوغ
أندرو هاوغ (بالإنجليزية: Andrew Haug)‏ هو موسيقي أسترالي، ولد في 31 أغسطس 1973 في ملبورن في أستراليا.